# Retired at 35
Retired at 35 ist eine US-amerikanische Sitcom über einen erfolgreichen Anwalt, der nach einem Besuch bei seinen Eltern beschließt, wieder bei ihnen einzuziehen. Die Serie ist zusammen mit Hot in Cleveland die erste Eigenproduktion des Senders TV Land. Zwischen 2011 und 2012 wurden in zwei Staffeln insgesamt 20 Episoden produziert.
Die deutschsprachige Erstausstrahlung erfolgte ab dem 22. November 2013 auf Universal Channel.

## Handlung
David Robbins ist ein erfolgreicher Anwalt in New York. Um eine kleine Auszeit von seinem anstrengenden Alltag zu bekommen, beschließt er eines Tages, seine Eltern Alan und Elaine, die ein Rentnerleben in Florida führen, zu besuchen. In Florida trifft er auf seinen Jugendfreund Brandon und auf seine Jugendliebe Jessica. Spontan trifft er die Entscheidung, seinem alten Leben den Rücken zu kehren. Als Folge dessen kündigt er seinen Job in New York und möchte bei seinen Eltern wieder einziehen. Es ergeben sich jedoch zahlreiche Probleme, unter anderem, dass seine Eltern schon seit längerer Zeit getrennt leben.

## Besetzung und Synchronisation
Die deutsche Synchronisation entstand durch die Synchronfirma Bavaria Synchron GmbH in München unter der Dialogregie von Johannes Keller.
| Rollenname      | Schauspieler          | Hauptrolle | Nebenrolle            | Synchronsprecher |
| --------------- | --------------------- | ---------- | --------------------- | ---------------- |
| David Robbins   | Johnathan McClain     | 1.01–2.10  |                       | Patrick Schröder |
| Alan Robbins    | George Segal          | 1.01–2.10  |                       | Norbert Gastell  |
| Elaine Robbins  | Jessica Walter        | 1.01–2.10  |                       | Angelika Bender  |
| Brandon         | Josh McDermitt        | 1.01–2.10  |                       | Dominik Auer     |
| Jessica Sanders | Ryan Michelle Bathe   | 1.01–1.10  |                       |                  |
| Amy Robbins     | Casey Wilson          | 1.01       |                       | Kathrin Gaube    |
| Amy Robbins     | Marissa Jaret Winokur | 2.01–2.10  |                       | Kathrin Gaube    |
| Richard         | George Wyner          |            | 1.01–2.09             | Ulrich Frank     |
| Susan           | Christine Ebersole    |            | 1.01, 1.07, 1.09–1.10 |                  |
| Jared           | John Ross Bowie       |            | 2.03–2.09             |                  |
| Jenn Harris     | Danneel Ackles        |            | 2.04, 2.06–2.07       | Tatjana Pokorny  |

## Produktion
Am 26. Oktober 2009 gab TV Land eine Pilotfolge zur Serie in Auftrag, welche von Chris Case produziert werden sollte. Im April 2010 bestellte der Sender neun weitere Folgen zur Pilotfolge, welche vor Live-Publikum aufgezeichnet werden sollten.
Als erster Hauptdarsteller wurde George Segal verpflichtet. Einen Monat später erfolgte die Verpflichtung von Johnathan McClain, Josh McDermitt sowie Ryan Michelle Bathe. Als letztes stieß Jessica Walter zur Hauptbesetzung der Serie hinzu.
TV Land verlängerte die Serie im März 2011 um eine zweite Staffel. Für diese Staffel wurde im Oktober desselben Jahres Marissa Jaret Winokur als Amy Robbins verpflichtet. In der Pilotfolge wurde diese Rolle noch von Casey Wilson verkörpert.
Mitte Dezember 2012 gab TV Land die Einstellung der Serie nach zwei Staffeln bekannt.

## Ausstrahlung
Vereinigte Staaten
Die erste Staffel wurde vom 19. Januar bis zum 23. März 2011 auf TV Land ausgestrahlt. Die Ausstrahlung der zweiten Staffel erfolgte vom 26. Juni bis zum 29. August 2012.
Deutschland
Die deutschsprachige Erstausstrahlung der beiden Staffel sendete der Sender Universal Channel vom 22. November 2013 bis zum 24. Januar 2014 in Doppelfolgen.

## Episodenliste

### Staffel 1
| Nr. (ges.) | Nr. (St.) | Deutscher Titel             | Originaltitel       | Erstausstrahlung USA | Deutschsprachige Erstausstrahlung (D) | Regie       | Drehbuch                         |
| ---------- | --------- | --------------------------- | ------------------- | -------------------- | ------------------------------------- | ----------- | -------------------------------- |
| 1          | 1         | Lustig ist das Rentnerleben | Pilot               | 19. Jan. 2011        | 22. Nov. 2013                         | Andy Cadiff | Chris Case                       |
| 2          | 2         | Ex und hopp                 | Hit It and Quit It  | 26. Jan. 2011        | 22. Nov. 2013                         | Andy Cadiff | Diane Burroughs & Joey Gutierrez |
| 3          | 3         | Der Astronaut               | Rocket Man          | 2. Feb. 2011         | 29. Nov. 2013                         | Andy Cadiff | Mark Reisman                     |
| 4          | 4         | Davids Zimmer               | David’s Room        | 9. Feb. 2011         | 29. Nov. 2013                         | Andy Cadiff | Chris Case                       |
| 5          | 5         | Wie gewonnen …              | Matchmakers         | 16. Feb. 2011        | 6. Dez. 2013                          | Andy Cadiff | Victor Levin                     |
| 6          | 6         | Die Einmischerin            | Stuck in the Meddle | 23. Feb. 2011        | 6. Dez. 2013                          | Andy Cadiff | Eric Weinberg                    |
| 7          | 7         | Wahlkampf                   | Gate Gate           | 2. März 2011         | 13. Dez. 2013                         | Andy Cadiff | Eric Weinberg                    |
| 8          | 8         | Schlechte Lügner            | The Tell-Tale Cart  | 9. März 2011         | 13. Dez. 2013                         | Andy Cadiff | Mark Reisman & Eric Weinberg     |
| 9          | 9         | Die Verhätschler            | Workin’ Man         | 16. März 2011        | 20. Dez. 2013                         | Andy Cadiff | Mike Dieffenbach                 |
| 10         | 10        | Hochzeitstag                | Secrets and Lies    | 23. März 2011        | 20. Dez. 2013                         | Andy Cadiff | Chris Case                       |

### Staffel 2
| Nr. (ges.) | Nr. (St.) | Deutscher Titel                    | Originaltitel            | Erstausstrahlung USA | Deutschsprachige Erstausstrahlung (D) | Regie          | Drehbuch                                          |
| ---------- | --------- | ---------------------------------- | ------------------------ | -------------------- | ------------------------------------- | -------------- | ------------------------------------------------- |
| 11         | 1         | Rauf nach Norden                   | Up North                 | 26. Juni 2012        | 27. Dez. 2013                         | Andy Cadiff    | Kevin Abbott                                      |
| 12         | 2         | Das perfekte Date                  | The Dates                | 3. Juli 2012         | 27. Dez. 2013                         | Andy Cadiff    | Shelley Jensen                                    |
| 13         | 3         | Poker Face                         | Poker Face               | 10. Juli 2012        | 3. Jan. 2014                          | Andy Cadiff    | Vince Calandra                                    |
| 14         | 4         | Die Trickbetrügerin                | The Grifters             | 18. Juli 2012        | 3. Jan. 2014                          | Andy Cadiff    | Joey Gutierrez                                    |
| 15         | 5         | Dinner mit Alan                    | My Dinner with Alan      | 25. Juli 2012        | 10. Jan. 2014                         | David Trainer  | Vince Calandra                                    |
| 16         | 6         | Das Apartment                      | The Apartment            | 1. Aug. 2012         | 10. Jan. 2014                         | Shelley Jensen | Mike Dieffenbach                                  |
| 17         | 7         | Der bunte Liebesreigen             | The Break-Up             | 8. Aug. 2012         | 17. Jan. 2014                         | Shelley Jensen | Pat Bullard                                       |
| 18         | 8         | Ein bisschen schwange              | Knocked Up               | 15. Aug. 2012        | 17. Jan. 2014                         | Andy Cadiff    | Chris Case                                        |
| 19         | 9         | Jareds Geheimnis                   | The Proposal             | 22. Aug. 2012        | 24. Jan. 2014                         | David Trainer  | Chris Case                                        |
| 20         | 10        | Drum prüfe, wer sich ewig bindet … | My Best Friend’s Wedding | 29. Aug. 2012        | 24. Jan. 2014                         | Andrew Weyman  | Pat Bullard & Vince Calandra Idee: Nastaran Dibai |